# レッドブル・RB5
レッドブル・RB5 (Red Bull RB5) は、レッドブル・レーシングが2009年のF1世界選手権参戦用に開発したフォーミュラ1カーで、エイドリアン・ニューウェイ（チーフテクニカルオフィサー）とジェフ・ウィリス（テクニカルディレクター）が設計した。2009年の開幕戦から最終戦まで実戦投入された。

## 概要
2009年シーズン、F1の技術レギュレーションは大幅に変更された。オーバーテイクの増加を目的とし、スリックタイヤが復活し、ダウンフォースと後方乱気流の削減を図るためフロントウイングおよびリアウイングの最大幅と高さの変更、フロントウイングへの可変フラップの導入、および空力付加物の制限が行われた。また、環境保護をアピールするため、運動エネルギー回収システム(KERS)が導入された。RB5は、このような技術レギュレーションの変更に伴い、前年型RB4から大きく姿を変えている。
フロントノーズは細く高い位置にあり、そこから長い支柱を介してフロントウイングと接続している。第8戦イギリスGPでは、カモノハシのくちばしのような平べったい形状のノーズが投入された。

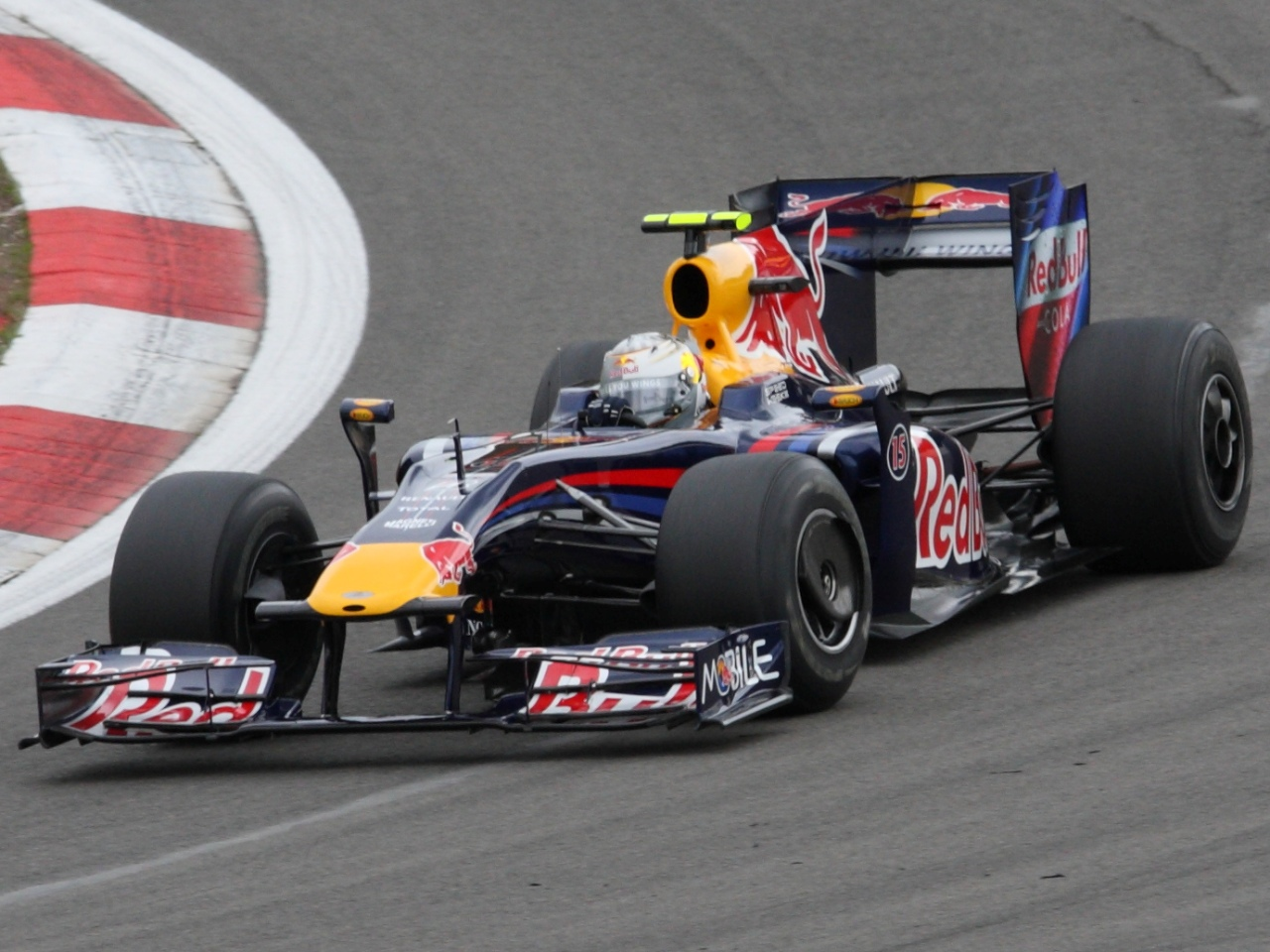
2009年ドイツGPにおけるRB5。第8戦イギリスGPから横に広がったノーズデザインを採用。

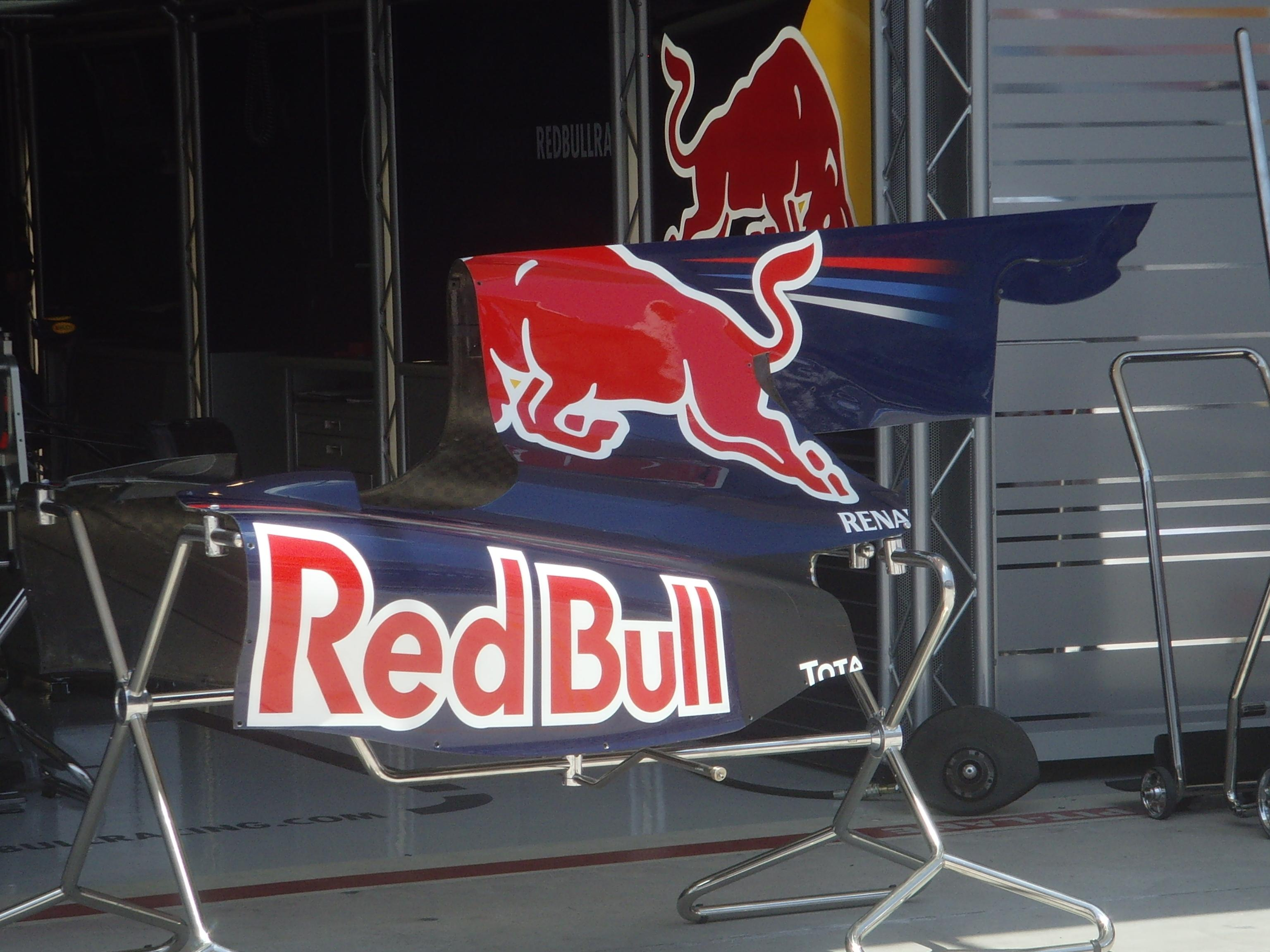
RB5のシャークフィン。後端がリヤウイングと同じ形に整形されている。

ノーズ接続部からモノコック前方にかけて、俗に「Vノーズ」と呼ばれる、ノーズ上面の中央部がえぐられ左右の端が反り立った非常に特徴的な形状をもつ。これはノーズ下部を整流をスムーズにする狙いで丸い形状にしたためであり、上部が凹状になっているのはあくまでノーズ断面積の規定をクリアするための処理であるとされる。
フロントウイングは3枚タイプのものにアッパーエレメントを追加した。アッパーエレメントは2枚式となっており、ダウンフォース獲得と後方への整流を担っている。レギュレーションによってフロントウイング中央部はエレメントが1枚に制限されているため、アッパーエレメントはルノーの2005年型マシン、R25のようにステーを介してメインフラップと翼端板の2箇所で支持される。翼端板は外側に向けられている。
フロントサスペンションはRB4から引き続きゼロキール式を採用。ステアリングタイロッドが上下サスペンションアームの間に配置されている。また、モノコックのロワアーム取り付け部が丸みを帯びており、ゼロキールとしながらロワアームを長くすることに成功している。
サイドポンツーン前方には、大型のポッドウイングと小型バージボードが装着される。サイドミラーは、フェラーリやRB3、RB4にならってポンツーン前端に設置。RB3やRB4では初期にしか採用されなかったが、RB5で三度採用となった。後方は更にコンパクトになり、特にギヤボックス周辺は小型化が顕著である。
インダクションポッド後方のシャークフィンは装着されていないが、RB3でのシンプルな形状とは異なり、複雑な形状を描いている。シーズンが開幕すると、リヤウイングまで伸びた形のシャークフィンが搭載された。
リヤウイングは、翼端板部分のデザインが独特である。通常は翼端板とディフューザー側壁は別々の物となっているが、2009年のレギュレーション改正を受け、RB5は翼端板とディフューザー側壁を一体とした。第6戦モナコGPでは、ブラウンGP、トヨタ、ウィリアムズの3チームが導入したダブルデッカーディフューザーが持ち込まれた。さらに、第8戦イギリスGPでは、ディフューザー部分が拡大された。従来はリヤウイングと同じ幅しかなく、翼端板部分を下方に延長してディフューザー側壁としていたが、今回の改良でリヤウイングよりも幅が広くなっている。
リヤサスペンションにはプルロッド式のサスペンションを採用。ディフューザーが新レギュレーションで小型化するため、ギヤボックス下の空間を大きくとる必要が無くなると考え、ダンパーやスプリングといったパーツを低い位置に設置することで低重心化を狙っており、また空力レギュレーションがより規制された今シーズンにおいて、ギヤボックスの高さを抑えクリーンな気流をマシン後方に送るためでもある。これは現段階で2009年マシン唯一の装備である。ギヤボックス横に設置されたダンパーを動作させる。サイドポンツーン後方は、ドライブシャフトと同じ高さまで下げられた。
2月9日にヘレス・サーキットでセバスチャン・ベッテルのドライブでシェイクダウンされたRB5だったが、ギアボックスオイルの温度が上昇したため、わずか14周の走行で終了した。
KERSについては、チームは最初独自開発を試みたが、ファクトリーでバッテリーの故障により小火騒ぎを起すなどして断念。その後ルノー製のKERSを搭載することを決定したが、レースで使用することは一度もなかった。

## 2009年シーズン

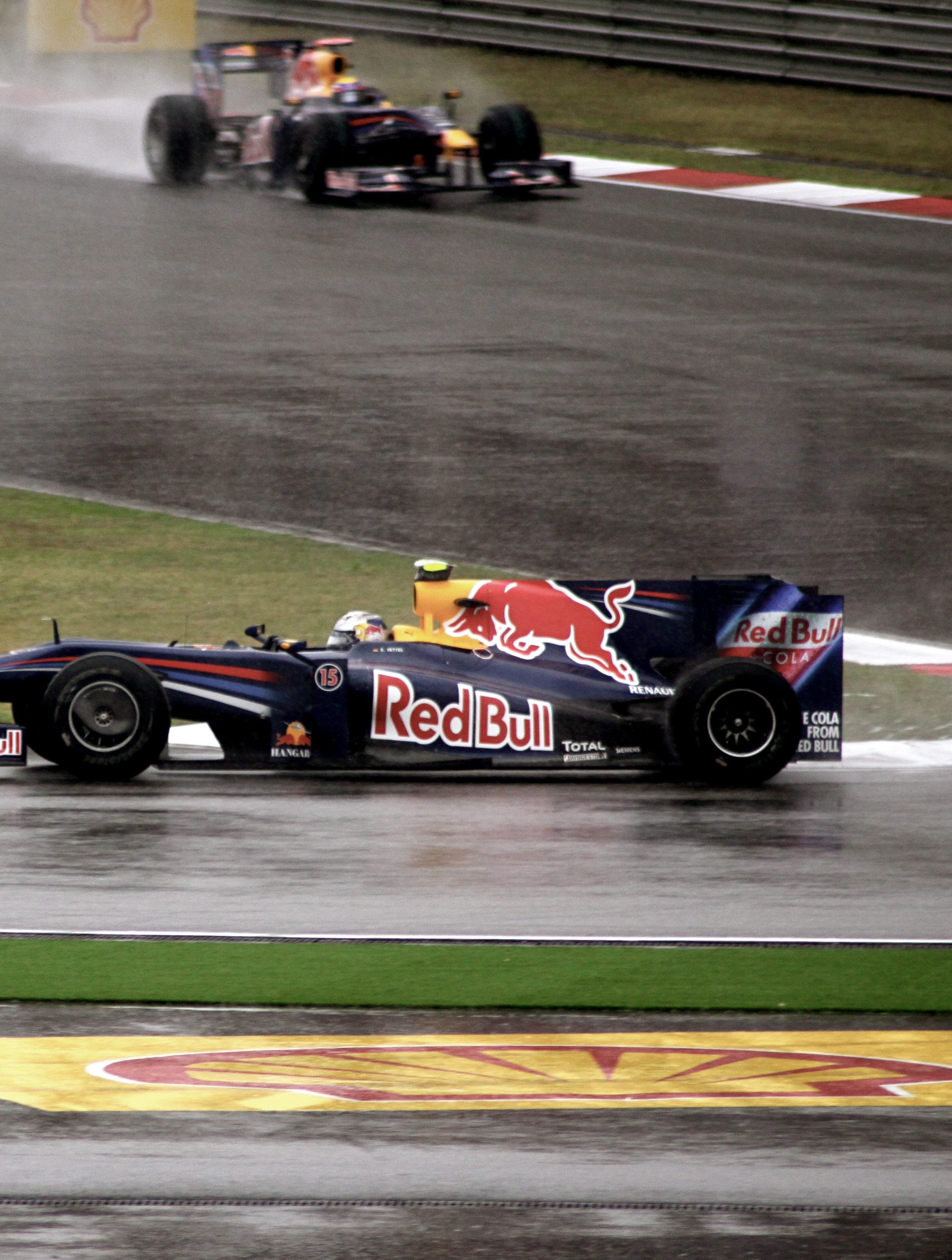
チーム初優勝を果たした中国GP

プレシーズンテストでは信頼性不足を懸念されたが、開幕戦からトップを快走するブラウンGPに次ぐ速さを発揮した。ウェットレースとなった第3戦中国GPでは、チームとしての初勝利を1-2フィニッシュで飾った。ブラウンGPに対して予選一発の速さでは対抗できるものの、レースではリアタイヤの磨耗の厳しさにより、スティント後半のタイムが落ちやすかった。第6戦モナコGPではベッテルがタイヤトラブルにより大幅なペースダウンを強いられた。
RB5はリアのプルロッドサスペンションなど独自のコンセプトに基づいて設計されていたため、後付けでダブルデッカーディフューザーを組み込む作業には困難が伴った
。しかし、イギリスGPにおける大幅アップデートが成功し、2戦連続1-2フィニッシュを果たした。
後半戦はKERS搭載マシンのペースアップに対して、スタートでの加速勝負などでハンディを負うことになった。また、ベッテルのマシンにエンジントラブルが多発し、年間8基のエンジン制限に不安を抱えることになり、来期はメルセデスへのエンジン変更を検討しているとの噂も流れた。それでも終盤戦に3戦連続優勝を果たし、コンストラクターズランキング2位へと躍進した。
ブラウンGPを捉える事はできなかったが、マシン自体への評価は高く、Vノーズやリアプルロッドサスは翌年以降他チームのマシンにも取り入れられることになった。レッドブルもRB5をベースにして進化型マシンを開発する体制を確立した。ニューウェイは2012年モデルのRB8の説明にあたり「RB5はすべてのマシンの父だ」と語った。

## スペック

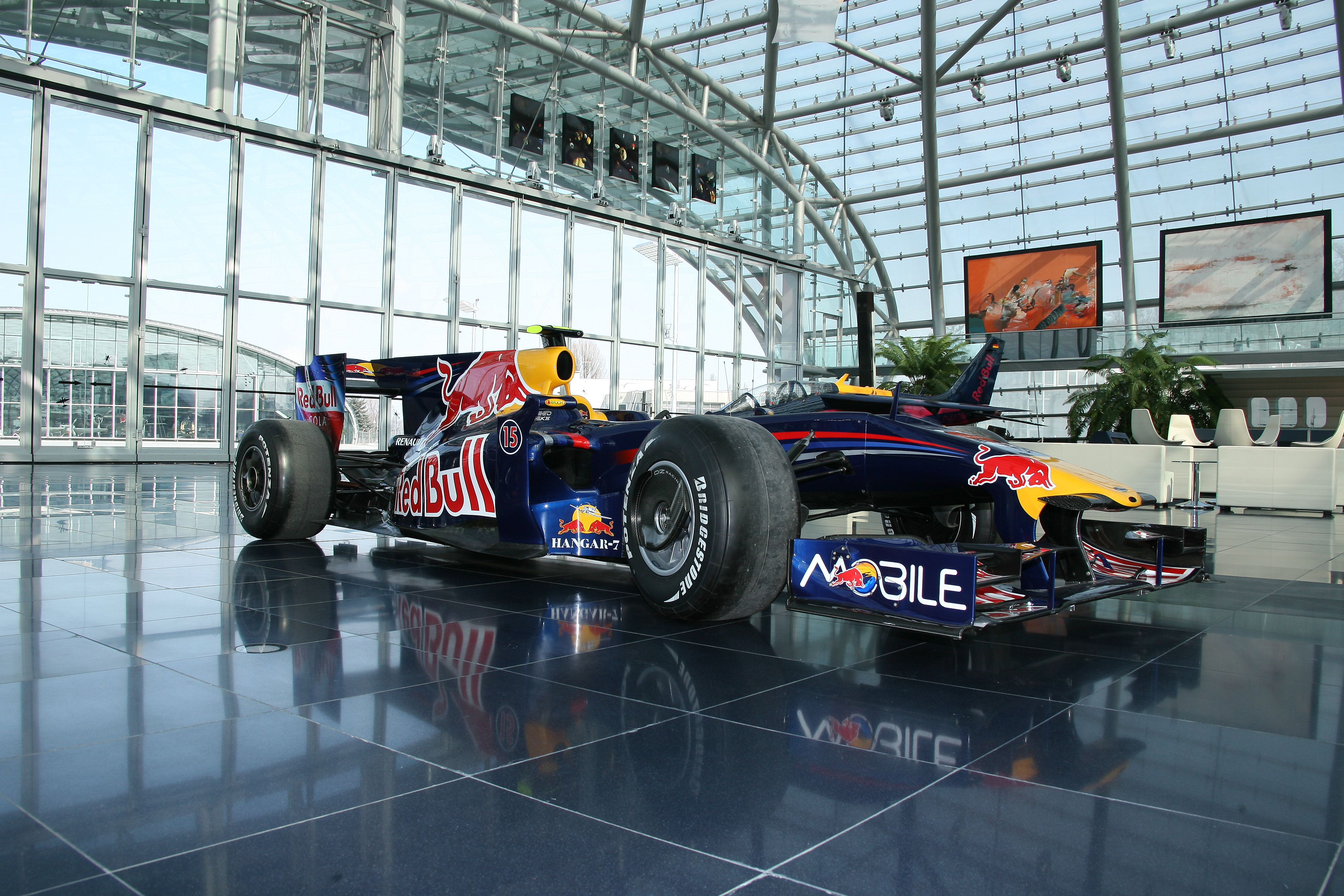
ハンガー7に展示されるRB5

### シャーシ
- シャーシ名 RB5
- シャーシ構造 カーボンファイバー/ハニカムコンポジット複合構造モノコック・ルノーV8エンジン搭載（ストレスメンバー）
- クラッチ AP
- ブレーキキャリパー ブレンボ
- ブレーキディスク・パッド ブレンボカーボンファイバー製ディスクブレーキ
- サスペンション カーボンファイバー製ダブルウィッシュボーン、プッシュロッド（フロント）/プルロッド（リヤ）式トーションバー&アンチロールバー。アルミニウム合金製アップライト
- ダンパー マルチマチック
- ホイール O・Z（フロント:12.7インチｘ13インチ/リヤ:13.4インチｘ13インチ）
- タイヤ ブリヂストン(レギュレーションで規定)
- ギアボックス 縦置き7速＋リバース1速油圧式セミオートマチック
- KERS ルノーF1・マニエッティ・マレリ共同開発（レースでは使用せず）
- エレクトロニクス MES-マイクロソフト スタンダードECU
- 重量 冷却水、潤滑油、ドライバーを含めて605kg

### エンジン
- エンジン名 ルノーRS27
- 気筒数・角度 V型8気筒・90度
- 排気量 2,400cc
- 最高回転数 18,000rpm（レギュレーションで規定）
- シリンダーブロック アルミニウム製
- バルブ数 32
- 重量 95kg
- スパークプラグ チャンピオン
- 燃料 トタルグループ
- 潤滑油 トタルグループ
- イグニッション マニエッティ・マレリ
- エンジンマネージメント FIA（MES製）標準コントロールユニット TAG310B

## シャーシナンバー一覧

### 2009年
| No. | ドライバー             | 1   | 2   | 3   | 4   | 5   | 6   | 7   | 8   | 9   | 10  | 11  | 12  | 13  | 14  | 15  | 16  | 17  |
| No. | ドライバー             | AUS | MAL | CHN | BHR | ESP | MON | TUR | GBR | GER | HUN | EUR | BEL | ITA | SIN | JPN | BRA | ABU |
| --- | ---------------------- | --- | --- | --- | --- | --- | --- | --- | --- | --- | --- | --- | --- | --- | --- | --- | --- | --- |
| 14  | マーク・ウェバー       | 2   | 2   | 2   | 2   | 2   | 2   | 2   | 2   | 2   | 2   | 3   | 3   | 2   | 2   | 2   | 2   | 2   |
| 15  | セバスチャン・ベッテル | 3   | 1   | 1   | 1   | 1   | 1   | 1   | 4   | 4   | 4   | 1   | 1   | 1   | 1   | 1   | 1   | 1   |

## 結果
| 年   | No. | ドライバー             | 1   | 2   | 3   | 4   | 5   | 6   | 7   | 8   | 9   | 10  | 11  | 12  | 13  | 14  | 15  | 16  | 17  | ポイント | ランキング |
| 年   | No. | ドライバー             | AUS | MAL | CHN | BHR | ESP | MON | TUR | GBR | GER | HUN | EUR | BEL | ITA | SIN | JPN | BRA | ABU | ポイント | ランキング |
| ---- | --- | ---------------------- | --- | --- | --- | --- | --- | --- | --- | --- | --- | --- | --- | --- | --- | --- | --- | --- | --- | -------- | ---------- |
| 2009 | 14  | マーク・ウェバー       | 13  | 6   | 2   | 11  | 3   | 5   | 2   | 2   | 1   | 3   | 9   | 9   | Ret | Ret | 17  | 1   | 2   | 153.5    | 2位        |
| 2009 | 15  | セバスチャン・ベッテル | 14  | 15  | 1   | 2   | 4   | Ret | 3   | 1   | 2   | Ret | Ret | 3   | 8   | 4   | 1   | 4   | 1   | 153.5    | 2位        |

- 太字はポールポジション、斜字はファステストラップ。(key)
- 第2戦マレーシアGPは雨天で赤旗中断となり規定周回数の75％を満たさなかったため獲得ポイントは半分となる。

## その他
- テクニカルチーフであるエイドリアン・ニューウェイは、チームを優勝爭いに導いた功績により、2010年7月のグッドウッド・フェスティバル・オブ・スピードで、レッドブルから自身のデザインしたRB5をプレゼントされ、自身でこのRB5のドライブを行った[17]。